# Aletris alpestris
Aletris alpestris là một loài thực vật có hoa trong họ Nartheciaceae. Loài này được Diels mô tả khoa học đầu tiên năm 1905.